# Michael Rotondi
Michael Rotondi (Los Angeles, 26 giugno 1949) è un architetto statunitense.
Nel 1976 cofondò lo studio Morphosis, che condusse fino al 1991, quando fondò il RoTo Architects. Dal 1987 al 1997 fu direttore della SCI-Arc, associazione californiana di architettura che aveva fondato egli stesso.
Tra le sue opere si ricordano la Teiger House di Bernardsville (1996), la californiana Joshua tree-house (2002) e la Cliffside house di Malibù (2004).